# 梅米茲峰 (勒蓬廷山)
46°39′17″N 8°55′00″E / 46.65472°N 8.91667°E
梅米茲峰（Piz Miez），是瑞士的山峰，位於該國東南部，由格勞賓登州負責管轄，屬於勒蓬廷山的一部分，處於梅德爾峰以北，海拔高度2,956米。